# Prinzenfelsen

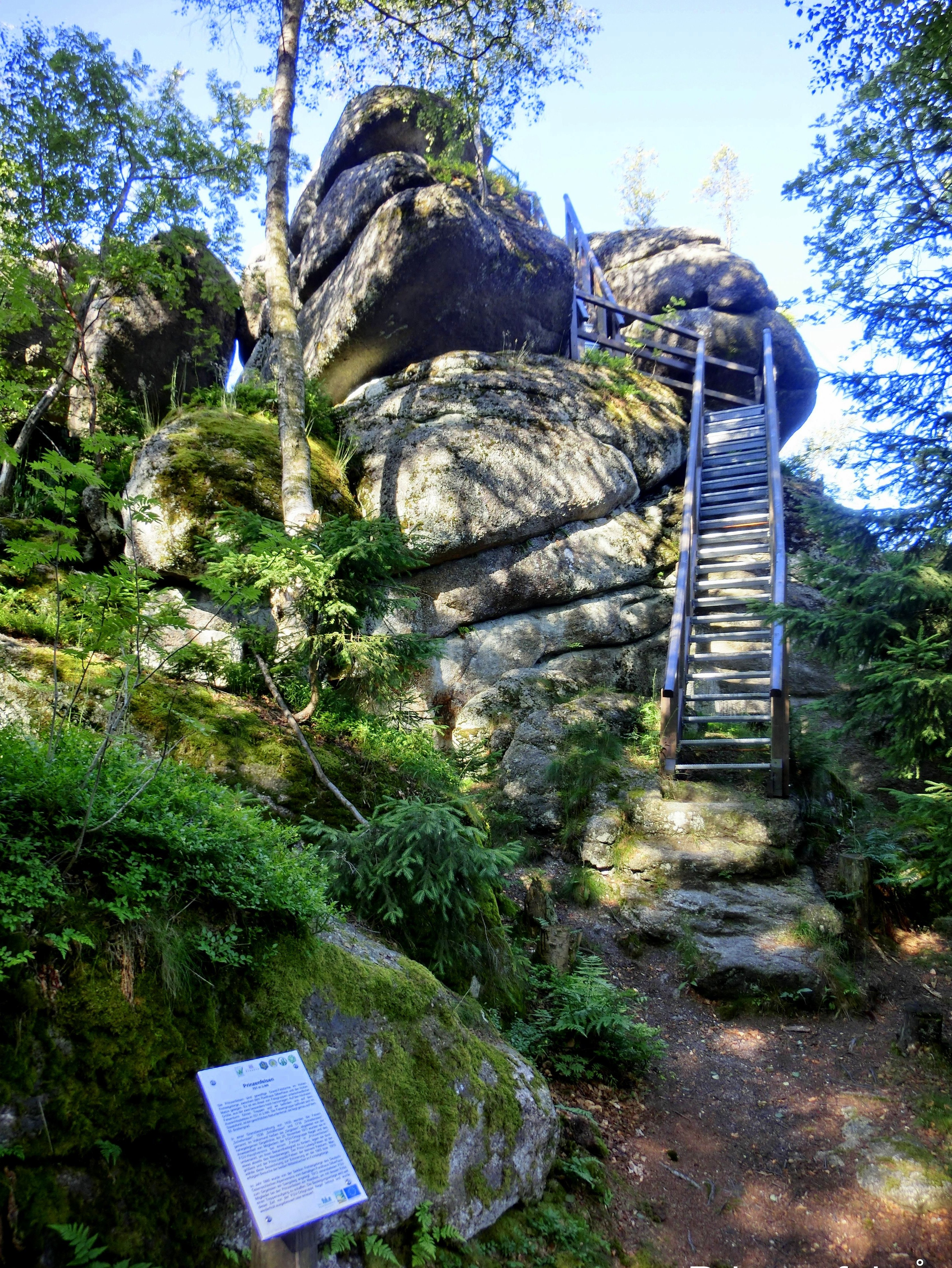
Prinzenfelsen

Prinzenfelsen ist die Bezeichnung für Granit-Felstürme im Hohen Fichtelgebirge (Nordost-Bayern, Landkreis Wunsiedel im Fichtelgebirge) zwischen dem Rasthaus Silberhaus an der Bundesstraße 303 (Gemeinde Tröstau) und dem Berg Hohe Matze. Aus dem Areal von Felsgruppen unterschiedlicher Größe ragen zwei besonders hervor. Auf den höchsten Felsenturm führen Treppen zum Aussichtsplateau in 751 m ü. NN. Die Felsengruppe befindet sich im Staatsforst, ist ein geschütztes Naturdenkmal und liegt genau auf dem 50. Breitengrad.

## Geschichte
In einer Grenzbeschreibung von 1435 werden die Felsen „Scheferstain“, 1536 „Schäferstein“ und 1716 „Schieferstein“ genannt. Im Volksmund hießen sie „Girglstein“, abgeleitet von der nahegelegenen Girgelhöhle. Am 25. November 1911 wurden die etwas abseits des Wanderweges gelegenen Felsen in Anwesenheit von Mitgliedern des Fichtelgebirgsvereins bei einem Festakt in „Prinzenfelsen“ umbenannt, um ihren Bekanntheitsgrad zu fördern. Der Prinz-Ludwig-Felsen ist der größere und der Prinz-Leopold-Felsen der kleinere Felsturm. Man wählte diese Bezeichnung zur Erinnerung an die 1905 bzw. 1910 erfolgten Besuche der beiden Wittelsbacher im Fichtelgebirge.
Der Prinzenfelsen ist vom Bayerischen Landesamt für Umwelt als bedeutendes Geotop (Geotop-Nummer: 479R024) ausgewiesen.

## Touristische Erschließung
Im Jahr 1880 wurde von der Sektion Fichtelgebirge des Deutsch-Österreichischen Alpenvereins vom damaligen Forsthaus Silberhaus zum Girgelstein ein Gangsteig angelegt. 1913 veranstalteten FGV-Mitglieder bei den Prinzenfelsen ein Waldfest, um mit dessen Erlös einen Treppenaufgang zu schaffen. Die Besteigungsanlage wird seit dieser Zeit von der FGV-Ortsgruppe Nagel betreut und wurde wiederholt ausgebessert oder erneuert. Seit 2007 führt der Fränkische Gebirgsweg zu den Prinzenfelsen.